# ایرنه پاردس
ایرنه پاردس (انگلیسی: Irene Paredes؛ زادهٔ ۴ ژوئیهٔ ۱۹۹۱) بازیکن فوتبال اهل اسپانیا است.
از باشگاه‌هایی که در آن بازی کرده‌است می‌توان به رئال سوسیداد، بارسلونا، و پاری سن ژرمن اشاره کرد.
وی همچنین در تیم‌ ملی فوتبال زنان اسپانیا و تیم ملی زنان باسک بازی کرده‌است.